# Paraliparis carlbondi
Paraliparis carlbondi är en fiskart som beskrevs av Stein 2005. Paraliparis carlbondi ingår i släktet Paraliparis och familjen Liparidae. Inga underarter finns listade i Catalogue of Life.